# 우르두어
우르두어(اُردو)는 파키스탄과 인도 일부 지역에서 사용되는 공용어로, 인도아리아어군의 일종으로 분류된다. 많은 언어학자들은 우르두어를 힌디어와 사실상 같은 언어로 간주하며, 이들을 통틀어 힌두스탄어라고도 부른다. 힌디어와의 차이로 표기 문자가 데바나가리가 아닌 페르시아 아랍 문자라는 점, 이슬람교에 관한 종교적 어휘가 많다는 점 등이 꼽힌다.
우르두어를 모국어로 사용하는 것은 주로 인도 아대륙 북부의 힌디 벨트(Hindi belt) 지역으로, 모어 화자만 고려하면 약 6,100만 명 정도이다. 그러나 우르두어는 파키스탄 내에서 공용어(lingua franca)의 지위를 가지므로 파키스탄 전역에 걸쳐 화자가 분포하여 그 전체 수는 약 2억 명을 넘는 것으로 추산된다. 인도에서도 22개의 공용어 중 하나로 되어 있으며, 인도에서 우르두어를 모국어로 사용하는 사람은 4,810만 명으로 전체 우르두어 모어 인구의 80% 가까이 된다. 우르두어는 페르시아어, 아랍어 등의 영향도 받았다.

## 음소
|                |             |        | 순음 | 치음 | 치경음 | 권설음 | 경구개음 | 연구개음 | 구개수음 | 성문음 |
| -------------- | ----------- | ------ | ---- | ---- | ------ | ------ | -------- | -------- | -------- | ------ |
| 비음           | 비음        | 비음   | m    |      | n      |        |          | ŋ        |          |        |
| 파열음/ 파찰음 | 무성        | 무기   | p    | t    |        | ʈ      | tʃ       | k        | (q)      |        |
| 파열음/ 파찰음 | 무성        | 유기   | pʰ   | tʰ   |        | ʈʰ     | tʃʰ      | kʰ       |          |        |
| 파열음/ 파찰음 | 유성        | 무기   | b    | d    |        | ɖ      | dʒ       | ɡ        |          |        |
| 파열음/ 파찰음 | 유성        | 유기   | bʱ   | dʱ   |        | ɖʱ     | dʒʱ      | ɡʱ       |          |        |
| 탄음/전동음    | 탄음/전동음 | 무기   |      |      | r      | ɽ      |          |          |          |        |
| 탄음/전동음    | 탄음/전동음 | 유기   |      |      |        | ɽʱ     |          |          |          |        |
| 마찰음         | 마찰음      | 무성   | f    |      | s      |        | (ʃ)      | (x)      | (x)      | ɦ      |
| 마찰음         | 마찰음      | 유성   | ʋ    |      | z      |        | (ʒ)      | (ɣ)      | (ɣ)      | ɦ      |
| 접근음         | 접근음      | 접근음 | ʋ    |      | l      |        | j        |          |          |        |

|        |      | 전설 | 전설 | 중설 | 중설 | 후설 | 후설 |
| 단음   | 장음 | 단음 | 장음 | 단음 | 장음 |      |      |
| ------ | ---- | ---- | ---- | ---- | ---- | ---- | ---- |
| 고음   | 구음 | ɪ    | iː   |      |      | ʊ    | uː   |
| 고음   | 비음 | ɪ̃    | ĩː   |      |      | ʊ̃    | ũː   |
| 중고음 | 구음 |      | eː   | ɘ    |      |      | oː   |
| 중고음 | 비음 |      | ẽː   | ɘ̃    |      |      | õː   |
| 중저음 | 구음 | ɛ    | ɛː   | ɜ    |      |      | ɔː   |
| 중저음 | 비음 |      | ɛ̃ː   | ɜ̃    |      |      | ɔ̃ː   |
| 저음   | 구음 |      | (æː) |      | aː   |      |      |
| 저음   | 비음 |      | (æ̃ː) |      | ãː   |      |      |

## 같이 보기
- 우르두어 위키백과